# Marais toupouri
Pour les articles homonymes, voir Toupouri.
Le marais toupouri est un marais d'Afrique s'étendant dans le sud-ouest du Tchad et pour une petite partie dans le Nord du Cameroun, entre les villes de Laï et de Bongor situé sur le Logone.
La région constitue la principale zone agricole du Tchad et le lieu de vie de nombreuses ethnies dont les Toupouri.

## Hydrologie
Il est alimenté par les eaux de plusieurs cours d'eau venant du sud dont le Kabia, le Tandjilé et principalement le Logone,. Dans ce dernier cas, les eaux de la rivière en crue qui forment le marais ne s'écoulent plus vers le nord pour rejoindre le lac Tchad via le Chari mais se dirigent alors vers l'ouest et donnent naissance au Mayo Kébi qui, via la Bénoué et le Niger gagnent l'océan Atlantique, changeant alors de bassin versant,.

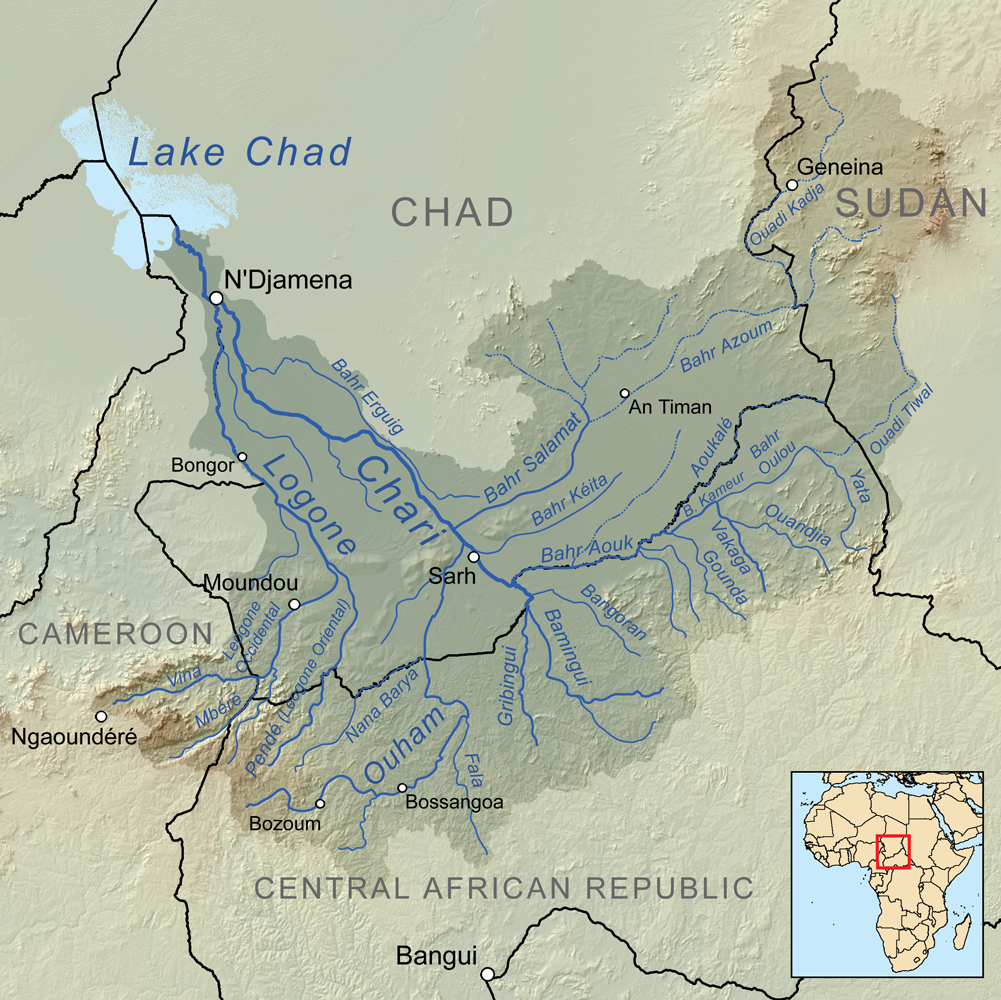
Carte du bassin versant du Chari avec le Logone au sud et, en amont de la ville de Bongor, au niveau de la frontière avec le Cameroun, le site du marais toupouri en bordure du bassin versant.